# 福尔多
福尔多（波斯語：فردو，波斯語發音：[foɾˈdow]或[foɾˈdo] ) 是伊朗庫姆省的一个村庄。 福尔多距離什叶派圣城库姆不遠。 福尔多燃料浓缩厂距離福尔多大概有100公里。根據2016年人口普查显示，该村有303户人家，人口為839人。 